# جيف باريس
جيف باريس (بالإنجليزية: Jeffrey Bruce Paris)‏ هو رياضياتي بريطاني، ولد في 15 نوفمبر 1944.

## وصلات خارجية
- الموقع الرسمي